# Hästskotjärn
Hästskotjärn är en mindre sjö som är belägen ca 15 km norr om Kall i Kalls socken, Jämtland.  
Vid Hästskotjärns norra strand finns landets kanske tydligaste hällmålningar. Målningarna är utförda i fem grupper på en klippa som stupar ner i vattnet. De flesta avbildningarna föreställer älgar men det finns även något som skulle kunna tolkas som en orm och tre människoliknande figurer.